# Saint-Hilaire-de-Court
Saint-Hilaire-de-Court är en kommun i departementet Cher i regionen Centre-Val de Loire i de centrala delarna av Frankrike. Kommunen ligger  i kantonen Vierzon 2e Canton som tillhör arrondissementet Vierzon. År 2022 hade Saint-Hilaire-de-Court 595 invånare.

## Befolkningsutveckling
Antalet invånare i kommunen Saint-Hilaire-de-Court
Referens:INSEE